# یواس‌اس پرسوت (ای‌ام-۱۰۸)
یواس‌اس پرسوت (ای‌ام-۱۰۸) (به انگلیسی: USS Pursuit (AM-108)) یک کشتی است که طول آن ۲۲۱ فوت ۳ اینچ (۶۷٫۴۴ متر) می‌باشد. این کشتی در سال ۱۹۴۲ ساخته شد.